# Perante
Perante is een bestuurslaag in het regentschap Situbondo van de provincie Oost-Java, Indonesië. Perante telt 4043 inwoners (volkstelling 2010).